# Baicalia
Baicalia is een geslacht van weekdieren uit de klasse van de Gastropoda (slakken).

## Soort
- Baicalia jentteriana Lindholm, 1909

## Synoniem
- Pseudobaikalia jentteriana (Lindholm, 1909)